# Академия Святого Мартина в полях
Академия Святого Мартина в полях (англ. Academy of St. Martin in the Fields) — английский камерный оркестр.
Коллектив был основан в Лондоне Невиллом Марринером, собравшим многих заметных лондонских музыкантов. Название происходит от церкви Святого Мартина-в-полях, находящейся на Трафальгарской площади, в которой 13 ноября 1959 года оркестр провел свой первый концерт. Первоначально выступления в церкви Св. Мартина осуществлялись небольшой труппой музыкантов на струнных инструментах, без дирижера. Они сыграли ключевую роль в возрождении исполнений музыки эпохи барокко в Англии. С тех пор оркестр расширился, в его состав вошли духовые, но его размер может варьироваться в зависимости от исполняемого репертуара, который чрезвычайно широк и простирается от барокко до произведений современных композиторов.
Свою первую запись оркестр сделал для лейбла L’Oiseau-Lyre в Конвэй-холле (англ. Conway Hall) 25 марта 1961 года. Оркестр также записывался на лейблах Argo, Capriccio Records, Chandos Records, Decca Records, EMI, Hänssler Classic и Philips Records. У оркестра обширная дискография, он является самым «записывающимся» камерным оркестром, имея в своем резюме около 500 сессий звукозаписи. Когда Марринер не мог работать с оркестром, значительная часть записей производилась под руководством Айоны Браун и Кеннета Силлито. В 2000 году главным приглашённым дирижёром стал Мюррей Перайя, а в 2011 году новым главным дирижёром вместо престарелого Марринера стал скрипач Джошуа Белл.
Помимо «живых» выступлений и многочисленных записей, ансамбль записал музыку к нескольким саундтрекам, в том числе Амадей (1984 г.), Английский пациент и Титаник (1997 г.). Бестселлером среди них является саундтрек к Амадею.
В феврале 1971 года оркестр был преобразован в коммерческое предприятие под названием «A.S.M. (Orchestra) Limited», директором которого стал Невилл Марринер. В 1992 директором стал Малколм Лэтчем, а с 1994-го — Джон Хили. Невилл Марринер до своей кончины в 2016 году имел статус Пожизненного Президента.
Ассоциированный с оркестром Хор Академии Святого Мартина в полях был сформирован в 1975 году. Его дебют состоялся в октябре того же года. Со дня образования хора его хормейстером был Ласло Хелтаи, а недавно преемником был назначен его ученик, Йохан Дёйк. Хор можно регулярно услышать по телевидению — он исполняет гимн Лиги чемпионов УЕФА.

## Интересные факты
- Невилл Маринер не переставал исполнять с оркестром скрипичные партии облигато и соло вплоть до 1969 года, и только осенью 1970 года поменял смычок на дирижерскую палочку.
- Первоначально оркестр назывался «Академия Св.-Мартина-в-полях» (англ. The Academy of St.-Martin-in-the-Fields). В 1988 году дефисы были опущены.